# James Cockburn (homme politique ontarien)
Pour les articles homonymes, voir James Cockburn et Cockburn.
James Cockburn, né le 13 février 1819 et mort le 14 août 1883, est un homme politique et homme d'affaires canadien. Il est l'un des 36 pères de la Confédération.

## Biographie

### Jeunesse
Né à Berwick-upon-Tweed près de la frontière anglo-écossaise, il est le fils de James Cockburn, marchand, et de Sarah Turnbull. En 1832, la famille émigre à Montréal, puis déménage à York. Cockburn y entame ses études en droit au Upper Canada College. Il est admis au Barreau du Haut-Canada en 1846.

### Carrière à Cobourg
Il se lance ensuite en affaires à Cobourg. Il y est également agent hypothécaire tout en poursuivant sa carrière d'avocat et en s'impliquant comme conseiller municipal. En 1863, on le nomme conseiller de la reine. Il rencontre des difficultés financières qui l'acculent à la faillite en 1866.

### Carrière politique

#### Avant la Confédération
À l'élection législative canadienne de 1861, il est élu député de Northumberland-Ouest. Il est réélu en 1863. Le 30 mars 1864, Cockburn devient solliciteur général du Canada-Ouest au sein du gouvernement Taché-Macdonald. Il doit ce poste ministériel à l'instabilité politique précédant la Confédération canadienne, car en réalité il ne se « révéla pas un parlementaire éminent ni un homme politique régional important ». En tant que ministre, il est délégué à la Conférence de Québec de 1864. Sa contribution est faible, mais sa participation l'amène tout de même à être reconnu comme l'un des Pères de la Confédération.

#### Après la Confédération
Dans le Canada fédéral, il est élu sans opposition lors des premières élections de 1867 dans Northumberland-Ouest. On ne lui réserve cependant aucun poste au sein de l'exécutif gouvernemental. En compensation, il est nommé orateur de la Chambre. Son passage à la présidence de la chambre ne plaît pas forcément puisqu'il ne sait pas parler français, langue parlée majoritairement par la députation du Québec. Il perd son siège aux élections de 1874. Il parvient à se faire réélire en élections de 1878, mais doit démissionner pour des raisons de santé le 15 novembre 1881.